# Seks sange til texter af Holger Drachmann
Seks sange til texter af Holger Drachmann opus 26 is een liederenbundel gecomponeerd door Agathe Backer-Grøndahl. De bundel met toonzettingen van gedichten van de Deen Holger Drachmann werd in 1890 uitgegeven door Warmuth Musikforlag (nrs. 1685-1990).
De zes liederen zijn:
1. Vogt paa dit øie in andantino espressivo in G majeur in 6/8-maatsoort
2. For fuld orchester in molto animato in E majeur in 6/8-maatsoort
3. Du klang som engang vakt in tranquillo e espressico in Des majeur in 4/4-maatsoort
4. Solo i salen in poco andante in E majeur in 4/4-maatsoort
5. Rosenröde drömme (Du sidder i baaden) in allegretto in G majeur in 6/8-maatsoort
6. Rosenröde drömmen (Jeg ser for mit øie) in poco andantino e  espressivo in G majeur in 12/8-maatsoort

Het is niet bekend of Backer-Grøndahl de liederen zelf ooit heeft uitgevoerd. De liederenbundel is nu eens niet opgedragen aan een zangeres, maar aan Betty Hennings (ballerina/actrice), de vrouw van Henrik Hennings, de baas van Konglige Hof-Musikhandler, de Deense uitgever van deze bundel.   